# Réserve naturelle régionale des prairies du Schoubrouck

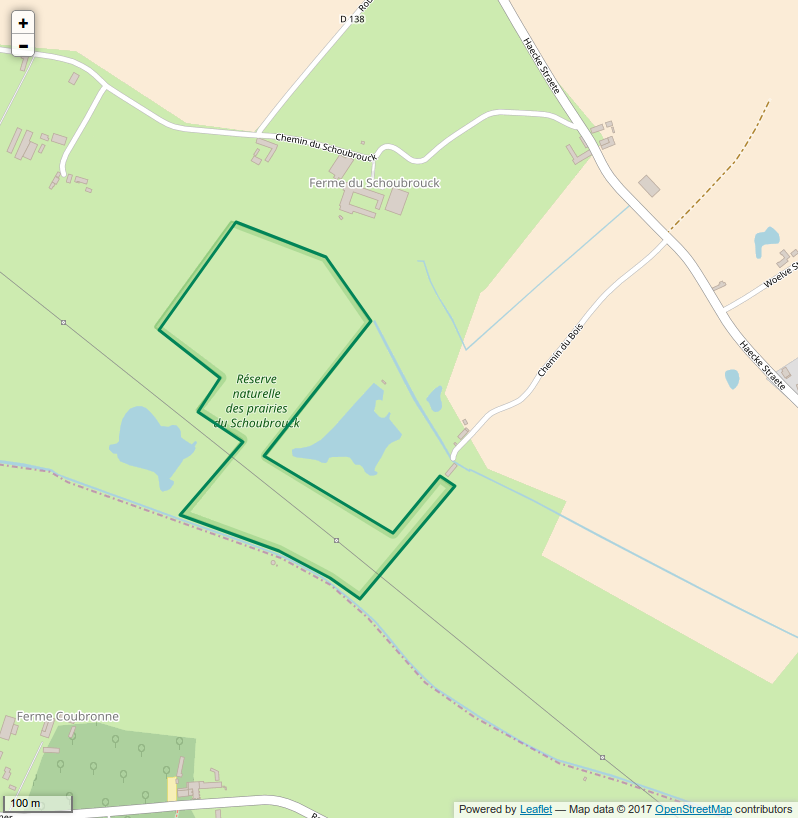
Omtrek van het natuurgebied

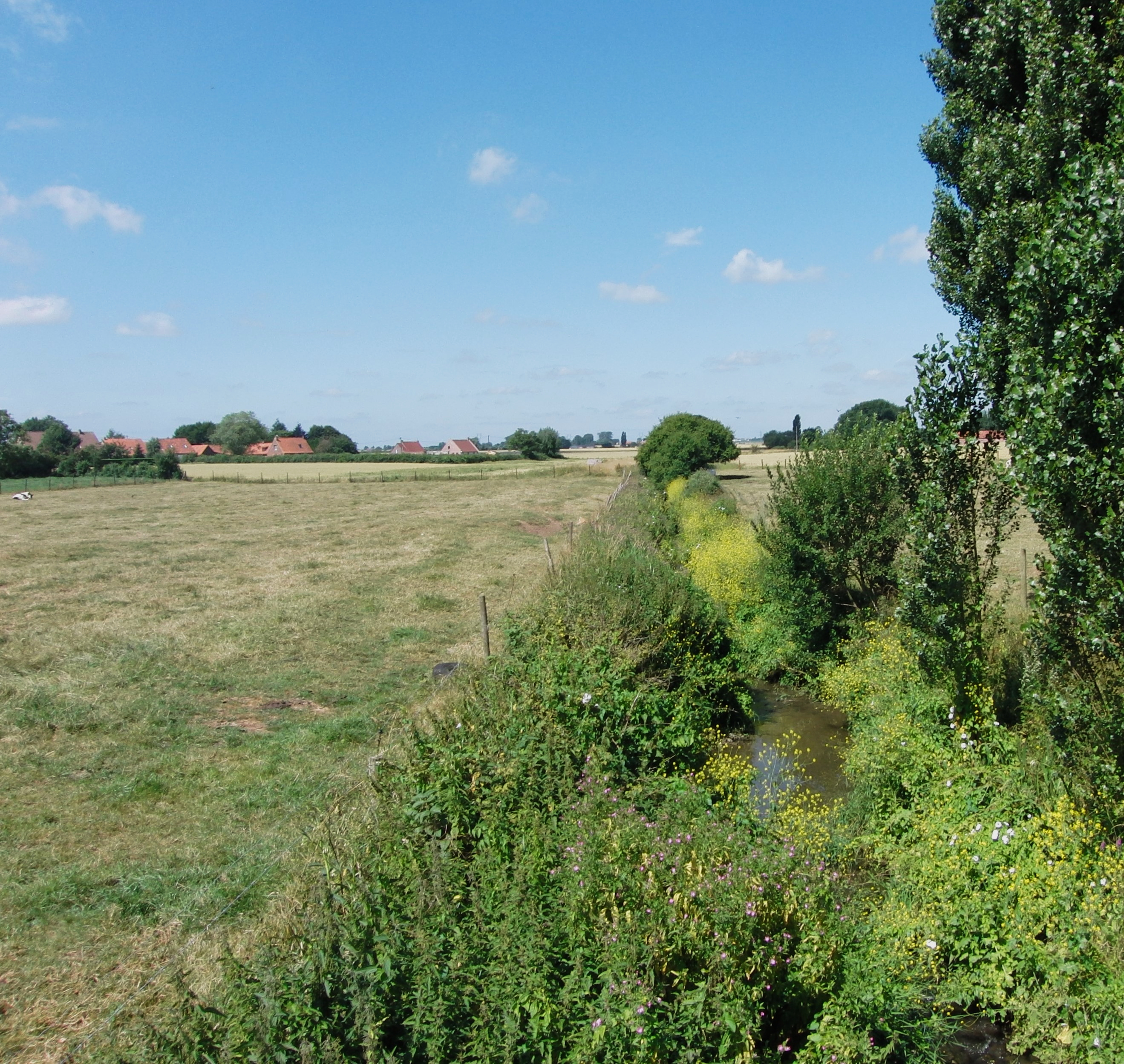
Vochtige weilanden

Het Réserve naturelle régionale des prairies du Schoubrouck is een natuurreservaat in het Noorderdepartement, bij het gehucht Schouwbroek, gemeente Noordpene.
Het gebied, bestaande uit vochtige weilanden en de bijbehorende sloten (watergangs), werd in 2012 aangewezen als beschermd gebied. Het is 10 ha groot.